# Rafael Ortega (Boxer)
Rafael Ortega (* 25. September 1950 in Panama) ist ein ehemaliger panamaischer Boxer im Federgewicht.

## Profi
Am 24. Januar 1970 gab er mit einem Punktsieg gegen Roberto Javier erfolgreich sein Profidebüt. Im Januar 1977 wurde er Weltmeister des Verbandes WBA, als er Francisco Toro Coronado über 15 Runden durch einstimmigen Beschluss bezwang. Diesen Titel verteidigte er Ende März desselben Jahres gegen Flipper Uehara und verlor ihn am 17. Dezember, ebenfalls desselben Jahres, gegen den Spanier Cecilio Lastra durch geteilte Punktrichterentscheidung. 
Im Jahre 1984 beendete er seine Karriere.